# NGC 985
NGC 985 ist eine Ringgalaxie mit aktivem Galaxienkern im Sternbild Walfisch südlich des Himmelsäquators. Sie ist schätzungsweise 577 Millionen Lichtjahre von der Milchstraße entfernt und hat einen Durchmesser von etwa 165.000 Lj.
Im selben Himmelsareal befinden sich u. a. die Galaxien NGC 960 und NGC 988.
Das Objekt wurde von dem US-amerikanischen Astronomen Francis Leavenworth im Jahr 1886 mithilfe eines 26-Zoll-Teleskops entdeckt.